# (24931) Noeth
Pour les articles homonymes, voir Noeth.
(24931) Noeth est un astéroïde de la ceinture principale.

## Description
(24931) Noeth est un astéroïde de la ceinture principale. Il fut découvert le 3 avril 1997 à Socorro (Nouveau-Mexique) par le projet LINEAR. Il présente une orbite caractérisée par un demi-grand axe de 2,58 UA, une excentricité de 0,14 et une inclinaison de 11,7° par rapport à l'écliptique.

## Compléments